# Ezüstréce

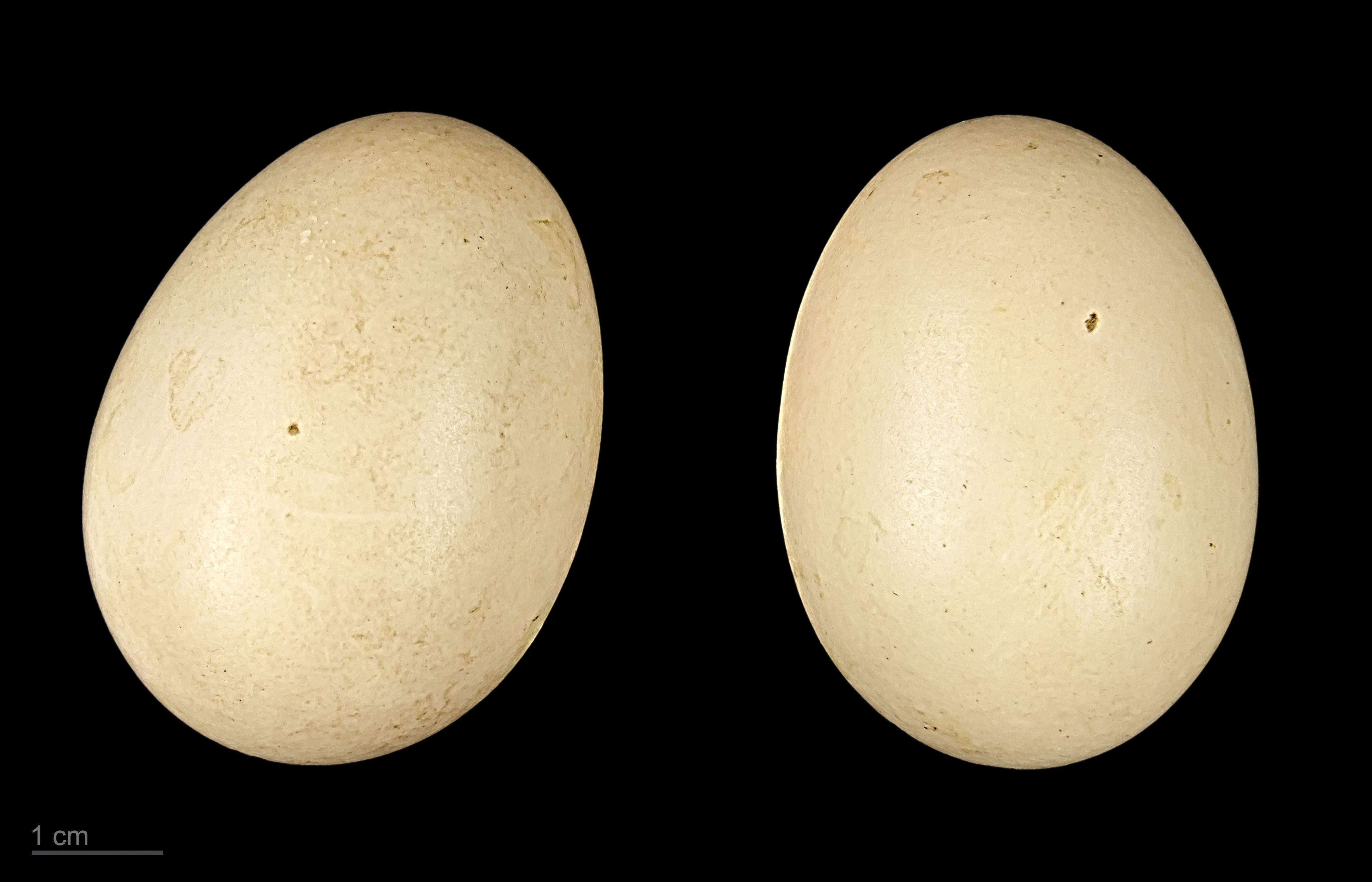
Anas versicolor

Az ezüstréce (Anas versicolor) a madarak osztályának lúdalakúak (Anseriformes) rendjébe és a récefélék (Anatidae) családjába tartozó faj.

## Előfordulása
Argentína, Bolívia, Brazília, Chile, a Falkland-szigetek, Paraguay, Déli-Georgia és Déli-Sandwich-szigetek, továbbá Uruguay területén honos.

## Megjelenése
Testhossza 45 centiméter.

## Szaporodása
Fészekalja 5-10 tojásból áll.